# まっ昼間!笑っちゃおう
『まっ昼間!笑っちゃおう』（まっぴるま わらっちゃおう）は、1978年7月2日から1979年4月1日までテレビ朝日系列局で放送されていたテレビ朝日製作のバラエティ番組である。大正製薬の一社提供。放送時間は毎週日曜 12:00 - 12:45 （日本標準時）。

## 概要
コントやゲームが主体の番組で、毎回レギュラー陣とゲストがこれに参加していた。当初は浅草公会堂での公開録画を行っていたが、後期にはスタジオでの収録番組になった。

## コーナー

### 前期
ジロさん劇場
坂上二郎が演じる「ジロ子さん」と藤村俊二が演じる「オヒヨイばあさん」がドタバタコントを展開するコーナー。
減点家族
団しん也が進行役を務めていたコーナー。
ショータイム
ゲストによる歌とトークのコーナー。坂上と豊岡豊（豊岡豊とスイングフェイスのバンドマスター）が進行役を務めていた。
素人あて振り大合戦
一般参加者ペア×2組が出場していた視聴者参加型コーナー。1人が歌い、もう1人があてずっぽうの振付で踊っていた。

### 後期
まっ昼間！奪っちゃおう ハウスジャック
山田隆夫・吉川桂子夫妻（当時）が進行役を務めていた視聴者参加型コーナー。参加者たちは、山田夫妻の住まいという設定の部屋から品物を奪うゲームに挑戦していた。
| テレビ朝日系列 日曜12:00枠 【大正製薬一社提供枠】 | テレビ朝日系列 日曜12:00枠 【大正製薬一社提供枠】     | テレビ朝日系列 日曜12:00枠 【大正製薬一社提供枠】                              |
| 前番組                                            | 番組名                                                | 次番組                                                                         |
| ------------------------------------------------- | ----------------------------------------------------- | ------------------------------------------------------------------------------ |
| 大正テレビ寄席 （1963年10月13日 - 1978年6月25日） | まっ昼間!笑っちゃおう （1978年7月2日 - 1979年4月1日） | 大正週間漫画 ゲラゲラ45 ↓ 週間漫画 ゲラゲラ45 （1979年4月8日 - 1983年3月27日） |